# Runnymede (district)
Runnymede is een Engels district in het shire-graafschap (non-metropolitan county OF county) Surrey aan de oever van de rivier Theems en telt 88.000 inwoners. De oppervlakte bedraagt 78 km².
Van de bevolking is 16,1% ouder dan 65 jaar. De werkloosheid bedraagt 1,6% van de beroepsbevolking (cijfers volkstelling 2001).
Runnymede is gekend omwille van de historische ondertekening van de Magna Carta op 15 juni 1215. Om dit te herdenken werden ter plaatse aan aantal gebouwen en gedenkstenen opgericht. Ook in Runnymede staan een monument voor John Fitzgerald Kennedy, en een monument voor de Royal Air Force.

## Plaatsen in district Runnymede
- Addlestone
- Egham
- Egham Hythe
- Chertsey
- Thorpe
- Virginia Water
- Englefield Green

## Stedenband
- Bergisch Gladbach, (Duitsland)
- Joinville-le-Pont, (Frankrijk)